# Панкрудо
Панкрудо (ісп. Pancrudo) — муніципалітет в Іспанії, у складі автономної спільноти Арагон, у провінції Теруель. Населення — 136 осіб (2010).
Муніципалітет розташований на відстані близько 230 км на схід від Мадрида, 47 км на північ від міста Теруель.
На території муніципалітету розташовані такі населені пункти: (дані про населення за 2010 рік)
- Сервера-дель-Рінкон: 19 осіб
- Куевас-де-Портальрубіо: 13 осіб
- Панкрудо: 82 особи
- Портальрубіо: 22 особи

## Демографія
Динаміка населення (INE ):